# 10327 Batens
10327 Batens este un asteroid din centura principală de asteroizi.

## Descriere
10327 Batens este un asteroid din centura principală de asteroizi. A fost descoperit pe 21 noiembrie 1990 la Observatorul La Silla de Eric Walter Elst. El prezintă o orbită caracterizată de o semiaxă mare de 2,34 ua, o excentricitate de 0,13 și o înclinație de 4,3° în raport cu ecliptica.